# Anjali (chanteuse)
Pour les articles homonymes, voir Anjali.
Anjali, aussi connue sous les noms Anjali Bhatia au sein du groupe Voodoo Queens, est une chanteuse britannique d'origine indo-pakistanaise.

## Biographie
Anjali Bhatia commence sa carrière musicale dans les années 1990, en tant que chanteuse et compositrice du groupe riot grrrls les Voodoo Queens, après avoir été brièvement gogo-danseuse pour le groupe The Cramps. Après la composition et la réalisation de plusieurs singles et un album au sein de ce groupe punk féminin, dont Kenuwee head en 1993 et Chocolate Revenge en 1994, Anjali décide de poursuivre sa carrière seule, et réalise quatre singles : Maharani, Ju Ju, Aquila, et Feline Woman, qui seront rassemblés ensuite sur Sheer Witchery, une compilation produite et réalisée par le label de musique Wiiija Records.[citation nécessaire]
La musique d'Anjali puise ses sources dans la scène musicale électronique, dans la lignée de groupes Trip hop tels que Portishead ou Morcheeba. Après la réalisation de ses singles, la chanteuse britannique décide de travailler avec Spykid, producteur de musique et DJ expérimental, qui a notamment travaillé avec Thurston Moore de Sonic Youth, ou encore Neil Halstead de Mojave 3. Suivront la réalisation du single Lazy Lagoon, et surtout la sortie de son premier album en novembre 2000 au Royaume-Uni. Un deuxième single servira pour la promotion de l'album il s'agit de la chanson Nebula qui sortira un an après Lazy Lagoon.
Deux ans après ce premier album Anjali revient avec son deuxième album nommé The World of Lady A le single qui servira de fer de lance sera Seven X Eight chanson au rythme endiablé qui rappellera qu'Anjali est également DJ et qu'elle sait y faire avec l'ambiance. Un an plus tard, le deuxième single, une ballade cette fois, sortira et défendra les couleurs du second opus il s'agit de Rainy Day.
Début 2010 Anjali met en écoute des extraits de certaines chansons dont les titres sont : Stranger Boy, November Girl, Fuzzy Cloud, Distant Star, Rajput Rani et Darkening Minor. Bien que l'album promo ait été envoyé à certains médias ou DJ, l'album n'est actuellement pas encore commercialisé ; cependant, nous connaissons les titres des 12 chansons qui figureront sur l'album.[citation nécessaire]